# Dichaetomyia pilinervis
Dichaetomyia pilinervis är en tvåvingeart som beskrevs av Malloch 1928. Dichaetomyia pilinervis ingår i släktet Dichaetomyia och familjen husflugor. Inga underarter finns listade i Catalogue of Life.